# Jérémie Singher
Jérémie Singher (Bayonne, 9 novembre 1810 - Le Mans, 7 février 1890) était un entrepreneur en assurance, né à Bayonne, l'un des créateurs de la Mutuelle mobilière incendie du Mans, en 1842, directeur de cette société entre 1842 et 1872. Il sauve la société en 1848, lors d'une crise financière. Il est maire du Mans quelques mois en 1874.

## Biographie
La réunion en 1918 de cette société avec la Mutuelle immobilière du Mans, permet la création d'une groupe d'assurance rayonnant sur toute la France, elle est la base à la société d'assurance actuelle MMA.
Jérémie Singher est le père de Gustave Singher qui fonde  l'Automobile Club de la Sarthe et Le 1er  grand prix de l'Automobile club de France en 1906.